# Ealdred (roi des Hwicce)
Pour les articles homonymes, voir Ealdred.
Ealdred est un souverain du peuple anglo-saxon des Hwicce au VIIIe siècle. Il règne aux côtés de ses frères Uhtred et Eanberht sous l'autorité du puissant roi Offa de Mercie. Il apparaît comme donateur ou témoin sur une quinzaine de chartes entre 757 et 796, le plus souvent avec le titre de regulus ou subregulus. Une charte de 778 l'appelle dux d'Offa, ce qui implique peut-être que les Hwicce sont directement passés sous la coupe de la Mercie à cette date.